# Clifford Brown

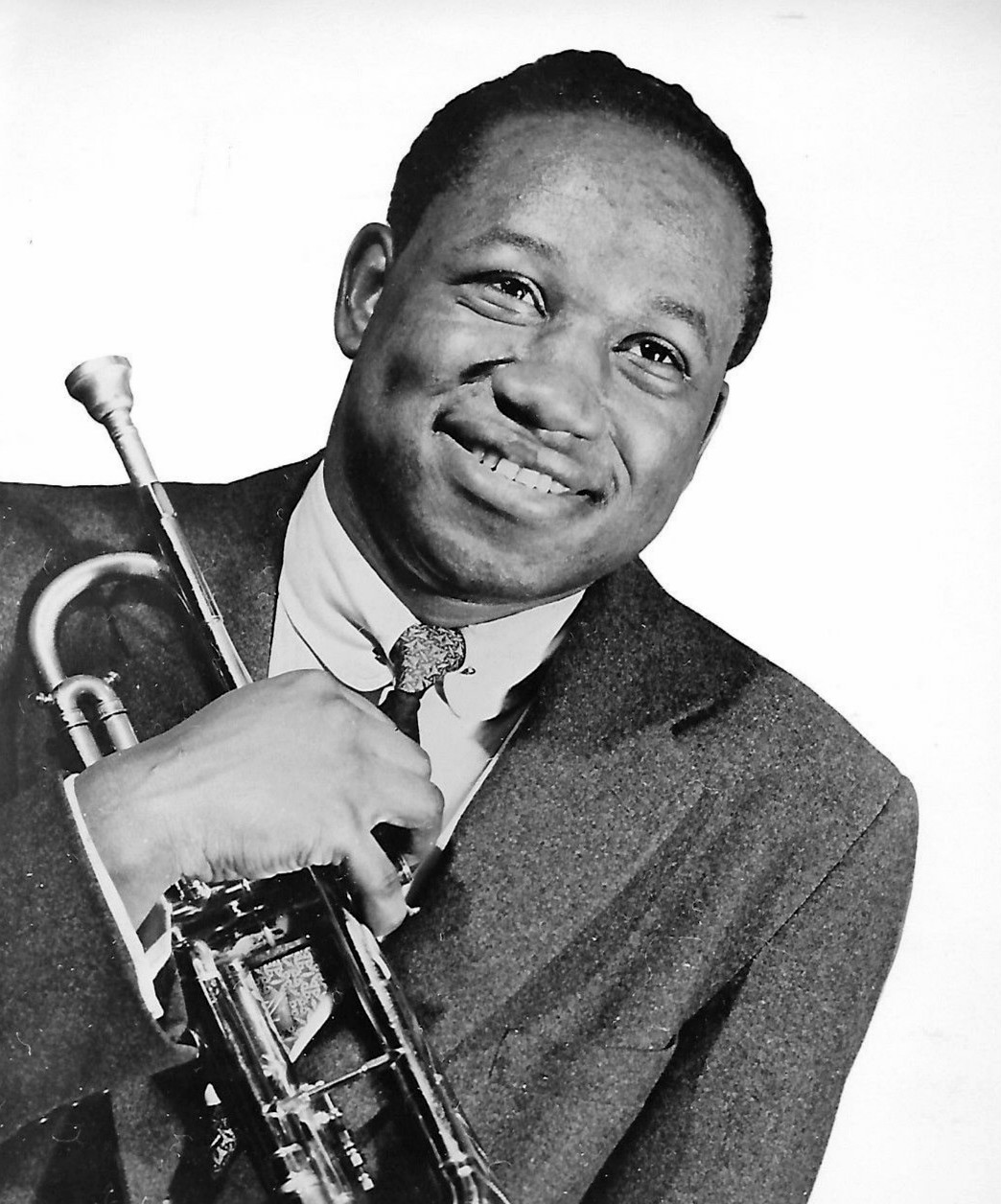
Clifford Brown (1956)

Clifford Brown (* 30. Oktober 1930 in Wilmington, Delaware; † 26. Juni 1956 in Bedford, Pennsylvania) war ein US-amerikanischer Jazztrompeter.

## Werdegang
Brown erhielt den ersten Trompetenunterricht von seinem Vater und spielte ab 1945 in der Schulband seiner Highschool. Ab 1948 besuchte er das Delaware State College. Zur gleichen Zeit begann er in den Jazzclubs von Philadelphia zu spielen, wo er Bekanntschaft mit namhaften Musikern der Bebop-Szene wie Kenny Dorham, Max Roach, J. J. Johnson, Benny Golson und Fats Navarro machte. Navarro erkannte das große Talent Clifford Browns und ermunterte ihn, Musiker zu werden. 1949 wechselte Brown an das Maryland State College, das für seinen guten Musik-Fachbereich bekannt war, spielte aber weiterhin gelegentlich in Jazzclubs. Erst Dizzy Gillespie motivierte ihn, sich voll und ganz dem Jazz zu widmen. 1952 nahm Brown mit der Rhythm-and-Blues-Formation von Chris Powell seine erste Platte auf. Es folgten Engagements bei Lou Donaldson und Tadd Dameron. 1953 wurde er von Lionel Hampton engagiert und begleitete diesen auf seiner Europatournee im gleichen Jahr. Während dieser Zeit wurden mit den unterschiedlichsten Besetzungen zahlreiche bedeutende Aufnahmen in Stockholm und in Paris eingespielt. 1954 gewann er den renommierten Wettbewerb des Jazz-Fachmagazins Down Beat. Er gründete zusammen mit Max Roach eine Formation, die sich rasch als eine der besten Hard-Bop-Formationen etablierte, das Brown-Roach-Quintett. 1956 kam Clifford Brown auf dem Weg zu einem Auftritt bei einem Autounfall ums Leben. Mit ihm starben der Pianist Richie Powell und dessen Frau Nancy, die das Auto fuhr.

## Bedeutung
Clifford Brown wird vielfach als eines der größten Jazz-Talente seiner Zeit angesehen. Sein tragischer, früher Tod mit 25 Jahren beendete seine vielversprechende Entwicklung abrupt. Sein lebhafter Stil und warmer Ton machten ihn unverwechselbar. In Erinnerung bleibt er auch als einfühlsamer Begleiter der Sängerinnen Helen Merrill und Sarah Vaughan (Album Sarah Vaughan with Clifford Brown 1954). Die zwischen 1952 und 1954 entstandenen Aufnahmen dokumentieren eine ungewöhnliche Reife des jungen Musikers, der die Stilrichtung des Hardbop entscheidend mitgeprägt hat. Ihm zu Ehren komponierte Benny Golson den Jazztitel I Remember Clifford.

## Stimmen
„Der Tod ‚Brownies‘ war der größte Schock, den die Jazzgemeinde seit dem Tod Charlie ›Bird‹ Parkers ein Jahr zuvor erlebt hatte, er wurde sogar als noch sinnloser, tragischer, unverschuldeter empfunden. […] [Clifford Brown] hatte es geschafft, dank seiner technischen Brillanz, seines ansprechenden Sounds, seines melodischen Erfindungsreichtums zum Trompeten-Idol des Bop zu werden. Mehr noch: Der stets planvoll zu Werk gehende Künstler, der weder trank noch Drogen nahm, war nicht nur stilistisch, sondern auch in seiner Lebensführung Vorbote und Vorbild einer jüngeren, disziplinierteren, gesünder lebenden Generation.“

“When we heard Clifford play, we were blown away.”

„Als wir Clifford spielen hörten, warf es uns um.“

## Auszeichnungen
- 1972: Down Beat Jazz Hall of Fame (Kritiker)

## Liste seiner bekanntesten Kompositionen
| - Joy Spring - Daahoud - Bones for Jones - George’s Dilemma - Gerkin for Perkin - Sandu - Swingin’ - Tiny Capers - Brownie Speaks - LaRue - Blues Walk | - All Weird - Goofin’ With Me - Clifford’s Axe - I Should Have Told You Goodbye - I’m the One - Jumpin’ the Blues - Long as You’re Living - The Best Thing for You Is Me - Two Hearts That Pass in the Night - When We’re Alone |

## Diskografie (Auswahl)
- Memorial Album (Blue Note Records, 1956)
  - New Faces, New Sounds vom Lou Donaldson/Clifford Brown Quintet (Blue Note, 1953)
  - New Star on the Horizon (Blue Note, 1953)
- Clifford Brown Quartet in Paris (OJC, 1953) mit Henri Renaud, Pierre Michelot
- Art Blakey Quintet: A Night at Birdland (Blue Note, 1954) mit Art Blakey, Lou Donaldson, Horace Silver und Curly Russell
- Jazz Immortal (Blue Note, 1954) mit Stu Williamson, Zoot Sims, Russ Freeman, Shelly Manne
- Alone Together (Verve, 1954–1956) mit Harold Land, Sonny Rollins, Paul Quinichette, Helen Merrill, Sarah Vaughan
- Together: Recorded Live at Dolphy’s Home (Rare Live, 1954) mit Eric Dolphy, Richie Powell, George Morrow, Max Roach
- Clifford Brown with Strings (Emarcy, 1955) mit Richie Powell, Barry Galbraith, George Morrow, Max Roach
- The Complete Blue Note and Pacific Jazz Recordings of Clifford Brown 1953/54 (Mosaic – 1986?) 5 LPs mit Lou Donaldson, Elmo Hope, Percy Heath, Philly Joe Jones, J. J. Johnson, Jimmy Heath, John Lewis, Kenny Clarke, Gigi Gryce, Charlie Rouse, Art Blakey, Horace Silver, Curly Russell, Stu Williamson, Zoot Sims, Bob Gordon, Joe Mondragon, Shelly Manne, Carson Smith, Jack Montrose arr